# Crash 'n Burn (jeu vidéo, 1993)
Pour les articles homonymes, voir Crash and Burn.
Pour le jeu vidéo de 2004, voir Crash 'n' Burn (jeu vidéo, 2004).
Crash 'n Burn est un jeu vidéo de course futuriste  pour la Panasonic FZ-1 3DO, vendu en bundle avec la console. C'est le premier jeu développé par Crystal Dynamics. Il est sorti en 1993 pour accompagner le lancement de la 3DO.
Le jeu se déroule en l'an 2044, après un cataclysme nucléaire. Le joueur assume le rôle de l'un des six pilotes d'une compétition automobile, équipé d'une voiture unique et d'un approvisionnement en armes meurtrières.
Le jeu est à ne pas confondre avec Crash 'N' Burn sorti en 2004 pour la Xbox et la PlayStation 2, qui n'a aucun rapport avec le jeu sur 3DO.
C'est le premier jeu vidéo de course en 3D texturée.

## Univers du jeu

### Contexte
L'histoire en elle-même n'est qu'un prétexte pour l'univers du jeu : dans le futur, la planète est ravagée par une énorme explosion nucléaire (aucun détail nous est donné sur la raison de cet acte). Quelques années plus tard, en 2044, quelques humains survivants organisent des courses de voiture futuriste où tous les coups sont permis.

### Personnages
Liste des personnages avec leurs véhicules  :
- Fang et sa Hammerhead ;
- Drugger et sa Vortex ;
- Tasman Twix et sa Caretaker ;
- Max Amillion et son Assassin ;
- Kilan et sa Sniper ;
- Rocker et sa Flatliner.

À l'écran de sélection des personnages, chaque pilote possède une vision à 360° de son véhicule ainsi qu'une vidéo de présentation, volontairement kitsch.

## Système de jeu

### Généralités
Crash 'n Burn est un jeu vidéo de course futuriste (comme F-Zero et Wipeout), dans lequel il est possible de tirer sur son adversaire avec plusieurs types d'armes (missiles, laser...).
Pour cela, chaque véhicule dispose d'une capacité de résistance répartie sur quatre parties (avant, arrière, côtés droit et gauche). Le joueur peut passer par un stand pendant la course pour réparer son véhicule.
Lorsque toutes les résistances sont détruites, la course est terminée. Entre chaque course, le joueur peut, contre de l'argent gagné pendant les courses (variant selon la position de fin et le nombre d'adversaires éliminés), acheter des armes et équipement (bouclier...).
Le jeu propose aussi de changer de vue pendant les courses, soit une vue derrière le véhicule, soit depuis les yeux du pilote.

### Circuits
Il y a au total 25 circuits, répartis en 5 compétitions : 
Crash Course, Whiplash, Shockwave, Firestorm et Wasteland.
Chaque course dure trois tours, la nature du terrain se voit modifiée au fil du circuit (boue, glace, bitume...), qui peuvent influencer le comportement du véhicule selon le revêtement rencontré, en plus d'avoir parfois des dénivelés sinueux.

## Graphismes
Le jeu, tout en étant un des premiers jeux sur console 32-bits, propose des graphismes soignés et en 3D (même si les véhicules sont en 2D) et fluides.

### Médias externes
- Jaquette du jeu